# السبری
ال-سبری یک منطقهٔ مسکونی در لیبی است که در بنغازی واقع شده‌است.